# Lucești, Cahul
Lucești este un sat din raionul Cahul, Republica Moldova.

## Demografie
Structură etnică
     moldoveni (25,38%)
     ucraineni (57,69%)
     ruși (9,38%)
     găgăuzi (0,46%)
     bulgari (3,85%)
     români (0%)
     evrei (0%)
     polonezi (0%)
     țigani (1,23%)
     alte etnii / nedeclarată (2,01%)
Conform datelor recensământului din 2004, populația localității este de 650 locuitori, dintre care 314 (48,31%) bărbați și 336 (51,69%) femei. Structura etnică a populației în cadrul localității arată astfel:
- moldoveni — 165;
- ucraineni — 375;
- ruși — 61;
- găgăuzi — 3;
- bulgari — 25;
- țigani — 8;
- altele / nedeclarată — 13.

## Administrație și politică
Componența Consiliului local Lucești (9 consilieri), ales la 5 noiembrie 2023, este următoarea:
|  | Partid                                       | Consilieri | Componență | Componență | Componență | Componență | Componență | Componență | Componență |
|  | -------------------------------------------- | ---------- | ---------- | ---------- | ---------- | ---------- | ---------- | ---------- | ---------- |
|  | Partidul Democrat Modern din Moldova         | 7          |            |            |            |            |            |            |            |
|  | Partidul Socialiștilor din Republica Moldova | 2          |            |            |            |            |            |            |            |